# The Best of The Doors
The Best of The Doors är ett samlingsalbum av musikgruppen The Doors, utgivet januari 1973.

## Låtlista
1. "Who Do You Love" - 6:48 (Ellas McDaniel)
2. "Soul Kitchen" - 3:30
3. "Hello, I Love You" - 2:23
4. "People Are Strange" - 2:10
5. "Riders on the Storm" - 7:05
6. "Touch Me" - 3:15
7. "Love Her Madly" - 3:20
8. "Love Me Two Times" - 3:16
9. "Take It as It Comes" - 2:14
10. "Moonlight Drive" - 3:01
11. "Light My Fire" - 6:50